# ماجراهای شرلوک هلمز و دکتر واتسون
ماجراهای شرلوک هلمز و دکتر واتسون (به روسی: Приключения Шерлока Холмса и доктора Ватсона، آوانگاری: پریکلوچِنییا شرلُکا هُلمسا ئی دُکتُرا واتسُنا) یک مجموعه تلویزیونی روسی ساخته شده در سال‌های ۱۹۷۹-۱۹۸۶ است. فیلم‌نامهٔ این مجموعه بر پایهٔ داستان‌های سر آرتور کانن دویل توسط ولادیمیر والودسکایا نوشته و توسط ایگور ماسلننیکوف کارگردانی شده‌است. این سری تلویزیونی از ۵ قسمت و ۱۱ داستان تشکیل شده‌است.